# Asbecesta capensis
Asbecesta capensis es un coleóptero de la familia Chrysomelidae. Fue descrita científicamente por primera vez en 1888 por Allard.